# Dominic Đặng Văn Cầu

Bischofswappen von Dominic Đặng Văn Cầu.

Dominic Đặng Văn Cầu (* 17. Juli 1962 in der Provinz Thái Bình) ist ein vietnamesischer römisch-katholischer Geistlicher und Bischof von Thái Bình.

## Leben
Dominic Đặng Văn Cầu studierte von 1990 bis 1996 Philosophie und Theologie am Priesterseminar St. Joseph in Hanoi und empfing am 9. März 1996 das Sakrament der Priesterweihe für das Bistum Thái Bình.
Nach der Priesterweihe war er bis 2000 persönlicher Sekretär von Bischof François Xavier Nguyên Van Sang. Von 2000 bis 2005 studierte er am Institut Catholique de Paris und erwarb einen Mastergrad in Pastoralkatechetik. Nach der Rückkehr in sein Heimatbistum war er bis 2009 erneut bischöflicher Sekretär. Von 2009 bis 2015 lehrte er als Professor für Katechetik und Fundamentaltheologie am Priesterseminar in Hanoi und war bis 2013 zugleich Pfarrer in Vang Lang. Von 2009 bis 2016 war er außerdem Vorsitzender der katechetischen Kommission des Bistums und von 2014 bis 2016 Dekan sowie Repräsentant des Bischofs in Hưng Yên. Ab 2019 war er Regens des diözesanen Priesterseminars.
Am 29. Oktober 2022 ernannte ihn Papst Franziskus zum Bischof von Thái Bình. Sein Amtsvorgänger Pierre Nguyên Van Dê SDB spendete ihm am 31. Dezember desselben Jahres die Bischofsweihe. Mitkonsekratoren waren der Bischof von Long Xuyên, Joseph Tran Văn Toan, und der Bischof von Phú Cường, Joseph Nguyễn Tấn Tước.